# United States Federal Courthouse
Le United States Federal Courthouse, est un gratte-ciel de bureaux de 119 mètres de hauteur construit à Seattle aux États-Unis dans l'État de Washington de 2001 à 2004. La surface de plancher de l'immeuble  est de 57 080 m2 
Il abrite un tribunal fédéral et des bureaux.
L'architecte est l'agence NBBJ.
L'immeuble est soutenu et renforcé par un "système structural redondant" conçu par la société Skilling Ward Magnusson Barkshire basée à Seattle, afin éviter un effondrement de l'immeuble en cas d'explosion. S'il y avait une explosion un système de câble intégré soutiendrait le périmètre de chaque étage.
La construction de l'immeuble a coûté 215 millions de $, ce qui est considérable pour un immeuble de cette hauteur.